# Isselburg
Isselburg település Németországban, azon belül Észak-Rajna-Vesztfália tartományban. Lakosainak száma 11 260 fő (2023. december 31.). Isselburg Bocholt és Hamminkeln községekkel határos.

## Népesség
A település népességének változása:
| Lakosok száma | 8594 | 10 736 | 10 713 | 10 692 | 10 928 | 11 208 | 11 260 |
|               | 1975 | 2015   | 2017   | 2019   | 2021   | 2022   | 2023   |